# Krassóvár
Krassóvár (1899-ig Krassova, románul: Carașova, horvátul: Krašova, Karaševo) falu Romániában Krassó-Szörény megyében. Egykor Krassó vármegye székhelye.

## Fekvése
Resicabányától 10 km-re délre a Karas bal partján fekszik.

## Nevének eredete
Neve a Karas folyó nevéből származik, az pedig a kárász halnévből való.

## Története
Krassó vár a Krassó folyó torkolatánál épült. Krassó megye névadója volt, és egyben a róla elnevezett megye fő helye védelem és a Bolgárország, illetve Bizánc felé irányuló kereskedelem szempontjából.
István király Krassó székhellyel a területet határispánsággá szervezte.
A tatárjárás alatt a Krassó folyó torkolatánál fekvő első Krassó (Haram) vár hadi jelentőségét elveszítette. Ezt követően a hegyi kővárak építése idején emelték a folyó eredeténél Krassó fővárát.
1323-ban említi először oklevél Kraso néven. A vár ekkor a kalocsai érsek birtokában volt, aki Krassóban várnagyot is tartott, aki az érsek nevében a környékre betelepített vlachok felett joghatóságot gyakorolt.
1348-ban királyi vár volt, melynek uradalmát a Székás(patak) birtokkal írták határosnak. Ezt a birtokot a király 1354-ben Bagossy Simon comesnek adományozta örökös hűbérül.
1429 és 1435 között a Német Lovagrend vára volt.  Valószínűleg a törökök pusztították el a XVI. században.
A Krassófő alatt kialakult váralja falu kapta a Krassó nevet. Krassó magyar lakossága mellé Nagy Lajos idejében menekülő bolgárok költöztek. Innen igazgatták az egyesített Krassó és Keve vármegyét.
1910-ben 3195, többségben horvát lakosa volt, jelentős cigány és német kisebbséggel. A trianoni békeszerződésig Krassó-Szörény vármegye Resicabányai járásához tartozott.

## Lakosság
1992-ben társközségeivel együtt 3550 lakosából 3206 horvát (krassován), 114 cigány, 18 magyar és 15 német volt.
2002-ben 3260-an lakták:
- Románok: 4,41%  (144)
- Magyarok: 0,36% (12)
- Romák (cigányok): 4,47% (146)
- Németek: 0,49% (16)
- Szerbek: 0,49% (16)
- Bolgárok: 0,03% (1)

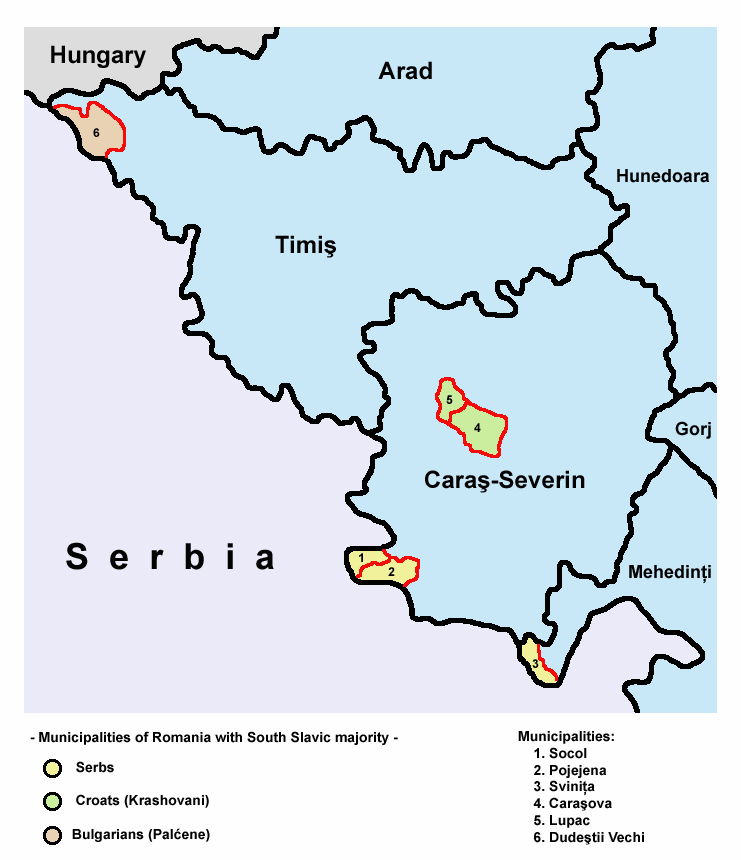
Délszlávok Romániában

- Horvátok (Krassovánok): 84,60% (2 758)
- Csehek: 0,03% (1)
- Más etnikumúak: 4,96% (162)
- Be nem vallott etnikum: 0,12% (4)

## Politika
A 2012-es helyhatósági választásokon a Romániai Horvát Szövetség és a Nemzeti Liberális Párt 4-4 mandátumot, a Demokrata Liberális Párt 3 mandátumot, a Partidul Poporului – Dan Diaconescu és a Zöld Párt 1-1 mandátumot szerzett.

## Nevezetességek
- 13–14. századi vára a Krassó folyó bal partján, a falutól északkeletre található. A romániai műemlékek jegyzékében a CS-I-s-B-10808 sorszámon szerepel.[2]
- Határában található a Krassó folyó szurdoka, festői látványt nyújtanak a szurdok meredek partfalai kisebb-nagyobb barlangjaival.

## Kultúra
- Karaševska Zora (horvát együttes)
- Mladi Karaševci (horvát együttes)